# روزا هينسون
روزا هينسون هي كاتِبة فلبينية، ولدت في 1927، وتوفيت في 1997.